# Путилин, Михаил Тихонович
Михаи́л Ти́хонович Пути́лин (15 ноября 1914 — 4 января 1985) — советский военный лётчик. Участник Великой Отечественной войны. Герой Советского Союза (1945). Гвардии подполковник.

## Биография
Михаил Тихонович Путилин родился 15 ноября 1914 года в станционном посёлке Казинка Липецкого уезда Тамбовской губернии Российской империи (ныне одноимённый район в черте города Липецка Российской Федерации) в семье рабочего-железнодорожника Тихона Михайловича и крестьянки Ольги Гавриловны Путилиных. Русский. Окончил неполную среднюю школу и зоотехникум в селе Плеханово Грязинского района Воронежской области. До призыва на военную службу года работал в Воронеже инструктором Воронежского областного земельного управления.
В ряды Рабоче-крестьянской Красной Армии М. Т. Путилин был призван по спецнабору Воронежским городским военкоматом в сентябре 1935 года. Окончил 11-ю военную школу пилотов в Ворошиловграде в ноябре 1937 года. Военную службу М. Т. Путилин начал в Воронеже пилотом 41-й, с августа 1938 года — 76-й тяжёлой бомбардировочной эскадрильи 76-го отдельного авиационного полка. В феврале 1939 года Михаил Тихонович был переведён в Закавказский военный округ. Служил в 16-м отдельном авиационном полку, 5-й и 16-й санитарных авиационных эскадрильях, пройдя путь от младшего лётчика до заместителя командира авиационной эскадрильи.
В боях с немецко-фашистскими захватчиками старший лейтенант М. Т. Путилин с 20 января 1942 года. Воевал Михаил Тихонович на самолёте У-2. В составе своей эскадрильи зимой 1942 года во время Керченско-Феодосийской операции он свершал вылеты преимущественно на эвакуацию раненых с Керченского полуострова. В марте 1942 года его перевели на должность заместителя командира авиационной эскадрильи 932-го смешанного авиационного полка, входившего в состав ВВС Крымского фронта. Выполняя боевые задачи по эвакуации во фронтовой тыл раненых, обеспечивая связь штаба Крымского фронта с боевыми частями, производя разведку войск противника и уточняя позиции своих наземных войск, старший лейтенант М. Т. Путилин к середине мая 1942 года совершил 58 боевых вылетов, при этом совершив 151 посадку в ближнем войсковом тылу.
После поражения войск Крымского фронта на Керченском полуострове Михаил Тихонович принимал участие в эвакуации командования фронта на Таманский полуостров. С июня 1942 года старший лейтенант М. Т. Путилин участвовал в Битве за Кавказ, обеспечивая связью и разведкой штаб 51-й армии. С июля 1942 года Михаил Тихонович был назначен исполняющим обязанности командира эскадрильи 932-го армейского авиационного смешанного полка. В этой должности с 15 июля 1942 года Михаил Тихонович руководил действиями эскадрильи в Сталинградской битве. За время сражения он совершал боевые вылеты на самые сложные и ответственные задания по разведке войск противника, всегда своевременно доставлял приказы в боевые подразделения. С 1 февраля 1943 года М. Т. Путилин сражался на Южном фронте. В марте 1943 года 932-й смешанный авиационный полк был расформирован, а М. Т. Путилин был переведён на должность командира эскадрильи связи 10-го смешанного авиационного корпуса (с июля 1943 года — 7-й штурмовой авиационный корпус) 8-й воздушной армии. Михаил Тихонович принял участие в Донбасской, Мелитопольской, Никопольско-Криворожской и Крымской операциях. В ходе освобождения Донбасса, при прорыве немецкой линии обороны Миус-фронт, ликвидации немецкого плацдарма на левом берегу Днепра и освобождении Крыма он произвёл 145 ночных боевых вылетов. К апрелю 1944 года на его боевом счету было 195 произведённых вылетов на самолёте У-2. В связи с переформированием смешанного авиакорпуса в штурмовой Михаил Тихонович освоил штурмовик Ил-2. В апреле 1944 года капитан М. Т. Путилин принял под командование 1-ю эскадрилью 74-го гвардейского штурмового полка 1-й гвардейской штурмовой авиационной дивизии.
Боевую работу в качестве лётчика-штурмовика гвардии капитан М. Т. Путилин начал на 3-м Белорусском фронте, куда 1-я гвардейская ШАД была переброшена в мае 1944 года. Уже в первые дни Витебско-Оршанской операции в составе групп штурмовиков Михаил Тихонович совершил 10 успешных боевых вылетов на штурмовку переднего края обороны противника и его военной инфраструктуры. Быстро освоив тактические приёмы ведения штурмовок, он начиная с конца июля 1944 года сам водил группы от четырёх до шести Ил-2 на штурмовки артиллерийских позиций и опорных пунктов немецкой обороны в ходе Вильнюсской, Каунасской и Мемельской операций, отражал контрудары немецко-фашистских войск и обеспечивал продвижение своих наземных частей к границам Восточной Пруссии. К 20 октября 1944 года на боевом счету гвардии капитана М. Т. Путилина значилось 36 успешных боевых вылетов на Ил-2. Особенно Михаил Тихонович отличился в боях в Восточной Пруссии. В ходе Гумбиннен-Гольдапской операции штурмовые удары эскадрильи Путилина неоднократно позволяли наземным частям вклиниваться в сильно укреплённую оборону противника на различных участках фронта. В этот период Михаилу Тихоновичу было присвоено звание гвардии майора.
13 января 1945 года войска 1-го Прибалтийского, 2-го и 3-го Белорусских фронтов начали решительное наступление в рамках Восточно-Прусской операции. Из-за плохих погодных условий наземным войскам приходилось прорывать вражескую оборону без поддержки штурмовой авиации. 14 января 1945 года противник крупными силами перешёл в контратаку в районе населённого пункта Тутшен. Несмотря на нелётную погоду Михаил Тихонович поднял 4 Ил-2 в воздух и лично повёл их на штурмовку немецких войск. Группа сделала 8 заходов на цель и вынудила немцев отступить с большими потерями. Лично гвардии майор Путилин в ходе боя уничтожил 1 вражеский танк и 2 автомашины с пехотой. В ходе дальнейшего наступления лётчики эскадрильи Путилина осуществляли воздушное прикрытие подразделений 2-го гвардейского танкового корпуса, действовавших в тылу и на фланге немецких войск. Только 18 января 1945 года Михаил Тихонович трижды водил шестёрки Ил-2 на штурмовку узлов сопротивления неприятеля, препятствовавших продвижению танкистов к Кёнигсбергу. В конце марта 1945 года эскадрилья гвардии майора М. Т. Путилина участвовала в ликвидации окружённой юго-западнее Кёнигсберга группировки немецко-фашистских войск. Во время Кёнигсбергской операции эскадрилье Путилина была поставлена задача по уничтожению долговременных оборонительных сооружений немцев в Кёнигсберге и подавлению узлов сопротивления неприятеля в городе. В период штурма столицы Восточной Пруссии гвардии майор Путилин лично уничтожил 3 танка, 1 самоходную артиллерийскую установку и 7 автомашин с войсками и грузами, подавил огонь артиллерийской и зенитной батарей, истребил до 70 солдат и офицеров вермахта. После взятия Кёнигсберга Михаил Тихонович руководил действиями эскадрильи во время ликвидации Земландской группировки противника и несколько раз лично водил группы самолётов на штурмовку немецких укреплений на Земландском полуострове.
Всего к середине апреля 1945 года М. Т. Путилин произвёл 301 боевой вылет, в том числе 195 вылетов на У-2 и 106 вылетов на Ил-2. За период с июня 1944 года по апрель 1945 года он 80 раз водил группы Ил-2 на штурмовки скоплений войск противника, его переднего края и военной инфраструктуры. Под его командованием эскадрилья произвела 613 боевых самолётовылетов, уничтожив и повредив 79 вражеских танков, 415 автомашин, 25 бронетранспортёров, 56 железнодорожных вагонов, 10 паровозов, 121 подводу с военным имуществом, 36 артиллерийских и 39 зенитных батарей. Лётчиками эскадрильи взорвано 14 складов с боеприпасами и 3 склада с топливом, разрушено и сожжено 69 строений, превращённых немцами в опорные пункты обороны, создано на территории противника 116 крупных очагов пожара, в воздушных боях сбито 2 немецких самолёта. Потери неприятеля в живой силе от действий эскадрильи составили до 1500 человек. Большое внимание Михаил Тихонович уделял обучению лётного состава технике пилотирования, тактике нанесения штурмовых ударов и ведения воздушного боя. Он лично вёл занятия по тактике и штурманской подготовке. Результатом учебно-боевой работы стали низкие потери эскадрильи во время боевых действий. Ведомые лично гвардии майором М. Т. Путилиным группы штурмовиков восемь раз вступали в бой с истребителями противника и за счёт правильной организации боя потерь не имели. Другие группы эскадрильи потеряли 3 самолёта, 1 лётчика и 1 воздушного стрелка. Ещё один экипаж погиб в авиакатастрофе при выполнении учебно-тренировочного полёта. Лично гвардии майор М. Т. Путилин за 106 боевых вылетов на Ил-2 уничтожил 20 танков, 60 автомашин, 7 бронетранспортёров, 3 паровоза, 18 железнодорожных вагонов, 12 артиллерийских и 13 зенитных батарей, 3 склада с боеприпасами и 4 склада с горючим, 12 подвод с военным имуществом, 1 баржу, 3 моста, 5 самолётов на аэродромах и до 600 немецких солдат и офицеров. 16 апреля 1945 года командир 74-го гвардейского штурмового авиационного полка гвардии майор М. И. Смильский представил гвардии майора М. Т. Путилина к званию Героя Советского Союза. Указ Президиума Верховного Совета СССР был подписан уже после окончания Великой Отечественной войны 29 июня 1945 года.
Последние боевые вылеты во время войны Михаил Тихонович совершил на штурмовку долговременных укреплений противника в порту города Пиллау. Благодаря эффективным штурмовым ударам шестёрок штурмовиков под командованием гвардии майора Путилина наземные войска овладели Северным и Восточным фортами. Всего за время участия в боевых действиях М. Т. Путилин совершил 312 боевых вылетов. Его эскадрилья до 5 мая 1945 года вела боевую работу по ликвидации немецких отрядов на косе Фрише-Нерунг.
После войны М. Т. Путилин продолжал службу в военно-воздушных силах СССР до 1956 года. В запас он уволился в звании подполковника с должности штурмана авиационного полка. Жил в городе Воронеже. Умер Михаил Тихонович 4 января 1985 года. Похоронен на Юго-Западном кладбище города.

## Награды
- Медаль «Золотая Звезда» (29.06.1945);
- орден Ленина (29.06.1945);
- два ордена Красного Знамени (19.07.1944; 07.02.1945);
- орден Богдана Хмельницкого 3-й степени (03.06.1945);
- орден Александра Невского (02.11.1944);
- орден Отечественной войны 1-й степени (02.04.1945);
- три ордена Красной Звезды (27.10.1942; 06.11.1942; 15.01.1951);
- медали, в том числе:
  - медаль «За боевые заслуги» (06.11.1945);
  - медаль «За оборону Сталинграда» (1942).

## Оценки и мнения
Товарищ Путилин мужественный, отважный, безгранично храбрый лётчик-штурмовик, вожак больших групп штурмовиков на боевые задания. Отличная техника пилотирования, смелый, грамотный противозенитный манёвр, дерзость и решительность при отражении атак вражеских истребителей, тактическая хитрость и находчивость, эффективность штурмовых ударов и мастерское владение огневой мощью своего боевого самолёта всегда обеспечивают товарищу Путилину отличное выполнение боевых задач— Командир 74-го гвардейского ШАП Герой Советского Союза гвардии майор М. И. Смильский. ЦАМО, ф. 33, оп. 793756, д. 39.

## Память
- Имя Героя Советского Союза М. Т. Путилина увековечено на площади Героев в городе Липецке.
- Мемориальная доска в честь Героя Советского Союза М. Т. Путилина установлена в городе Воронеже по адресу: улица Куцыгина, 10.

## Документы
- Общедоступный электронный банк документов «Подвиг Народа в Великой Отечественной войне 1941—1945 гг.» Дата обращения: 21 июля 2013. Архивировано из оригинала 13 марта 2012 года.

Представление к званию Героя Советского Союза и указ ПВС СССР о присвоении звания. Дата обращения: 21 июля 2013. Архивировано 5 сентября 2013 года.
Орден Красного Знамени (наградной лист и приказ о награждении от 19.07.1944). Дата обращения: 21 июля 2013. Архивировано 5 сентября 2013 года.
Орден Красного Знамени (наградной лист и приказ о награждении от 07.02.1945). Дата обращения: 21 июля 2013. Архивировано 5 сентября 2013 года.
Орден Богдана Хмельницкого 3-й степени (наградной лист и приказ о награждении). Дата обращения: 21 июля 2013. Архивировано 5 сентября 2013 года.
Орден Александра Невского (наградной лист и приказ о награждении). Дата обращения: 21 июля 2013. Архивировано 5 сентября 2013 года.
Орден Отечественной войны 1-й степени (наградной лист и приказ о награждении). Дата обращения: 21 июля 2013. Архивировано 5 сентября 2013 года.
Орден Красной Звезды (наградной лист и приказ о награждении от 27.10.1942). Дата обращения: 21 июля 2013. Архивировано 5 сентября 2013 года.
Орден Красной Звезды (наградной лист и приказ о награждении от 06.11.1942). Дата обращения: 21 июля 2013. Архивировано 5 сентября 2013 года.

Служебные документы
Боевая характеристика М. Т. Путилина (стр 1)
Боевая характеристика М. Т. Путилина  (стр 2)
Послужной список М. Т. Путилина